# Tout de suite maintenant
Pour plus de détails, voir Fiche technique et Distribution.
Tout de suite maintenant est un film français coécrit et réalisé par Pascal Bonitzer, sorti le 22 juin 2016.

## Synopsis
Nora Sator est recrutée dans une société qui gravite dans la haute finance. Incidemment, elle découvre que son directeur et son père se sont fréquentés dans leur jeunesse. Une rivalité semble encore les opposer. Au fil des semaines, Nora acquiert la confiance de la direction, mais ses rapports avec son collègue direct, Xavier, sont compliqués. Ce dernier séduit Maya, la sœur de Nora.
Les vieilles histoires de famille et les antagonismes professionnels vont bientôt se révéler au grand jour...

## Fiche technique
- Titre : Tout de suite maintenant
- Réalisation : Pascal Bonitzer
- Scénario : Pascal Bonitzer, Agnès de Sacy
- Photographie : Julien Hirsch
- Montage : Elise Fievet
- Musique : Bertrand Burgalat
- Direction artistique : Emmanuel de Chauvigny
- Décors : Sylvia Kasel
- Costumes : Magdalena Labuz, Marielle Robaut
- Producteurs : Saïd Ben Saïd, Diana Elbaum, Michel Merkt
- Sociétés de production : Entre Chien et Loup, SBS Productions, Samsa Film, France 2 Cinéma et Proximus
  - Soutiens à la production : France Télévisions, OCS, Ciné+, Soficinéma 12, Cofinova 11 et 12, état du Luxembourg et le dispositif Tax shelter de Belgique
- Sociétés de distribution : Samsa Distribution et Ad Vitam Distribution
- Pays d'origine :  France,  Belgique et  Luxembourg
- Format : couleur
- Genre : comédie dramatique
- Durée : 98 minutes
- Dates de sortie : 2016
  -  France : 22 juin 2016
- Box-office France : 176 158 entrées[1]
- Affiche de film : Floc'h

## Distribution
- Agathe Bonitzer : Nora Sator
- Vincent Lacoste : Xavier
- Jean-Pierre Bacri : Serge Sator, le père de Nora
- Lambert Wilson : Arnaud Barsac, l'un des deux directeurs
- Isabelle Huppert : Solveig, la femme d'Arnaud
- Julia Faure : Maya, la sœur de Nora
- Pascal Greggory : Prévôt-Parédès, l'un des deux directeurs
- Yannick Renier : Van Stratten
- Nicole Dogué : Ezilie, l'employée des Barsac
- Iliana Lolic : Tina, la compagne de Serge
- Virgil Vernier : Zeligmann
- Pierre Léon : Léon Méchain
- Vincent Collin : avocat d'Arnaud Barsac
- Vladimir Léon : Alexandre Méchain
- François Baldassare : Raoul
- Laure Roldan : Fleur

## Autour du film
- Agathe Bonitzer, fille du réalisateur Pascal Bonitzer, interprétait déjà la fille de Jean-Pierre Bacri, treize ans auparavant, dans Les Sentiments (2003) de Noémie Lvovsky.